# Kathedrale von Monterrey

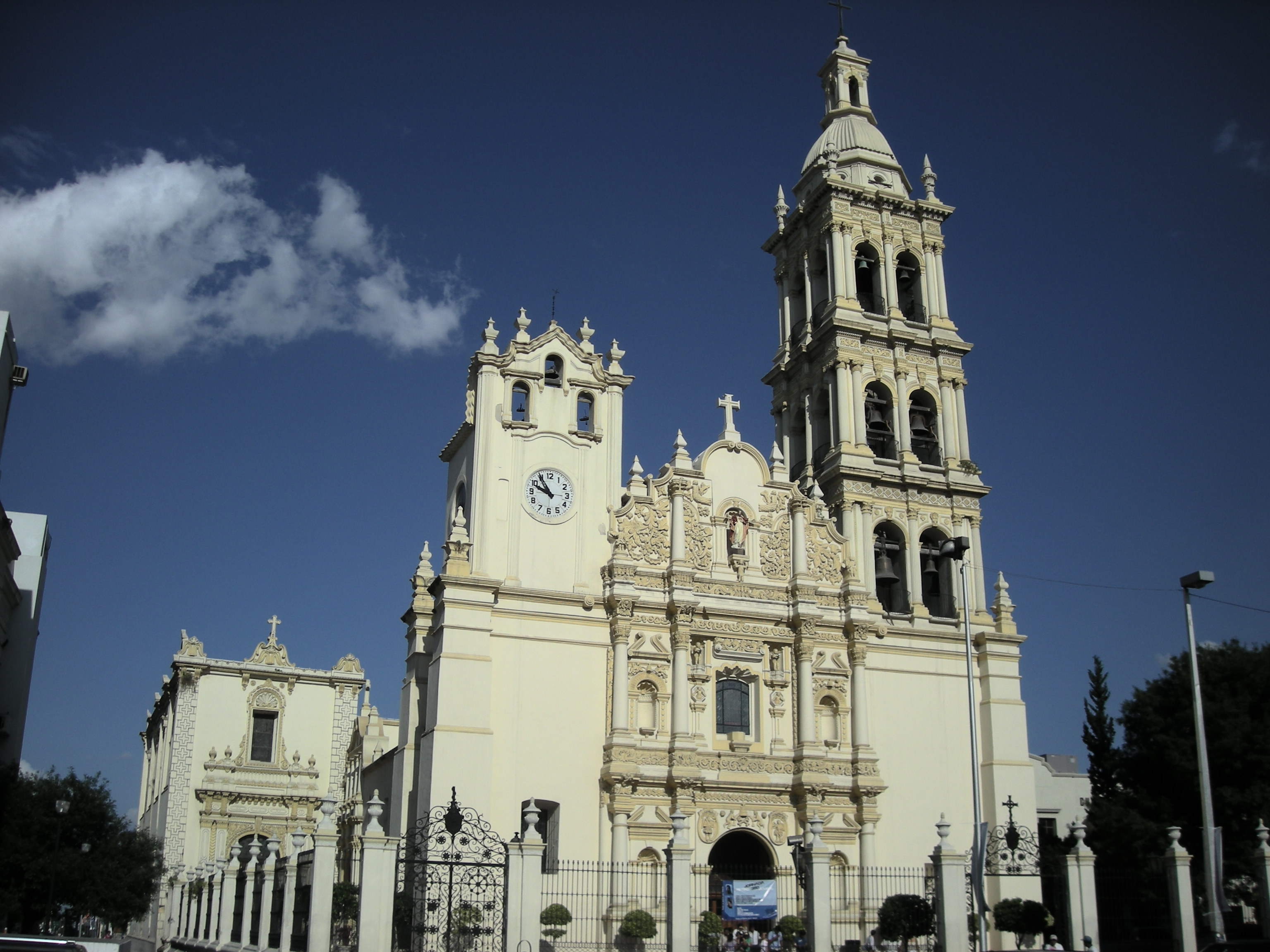
Kathedrale von Monterrey

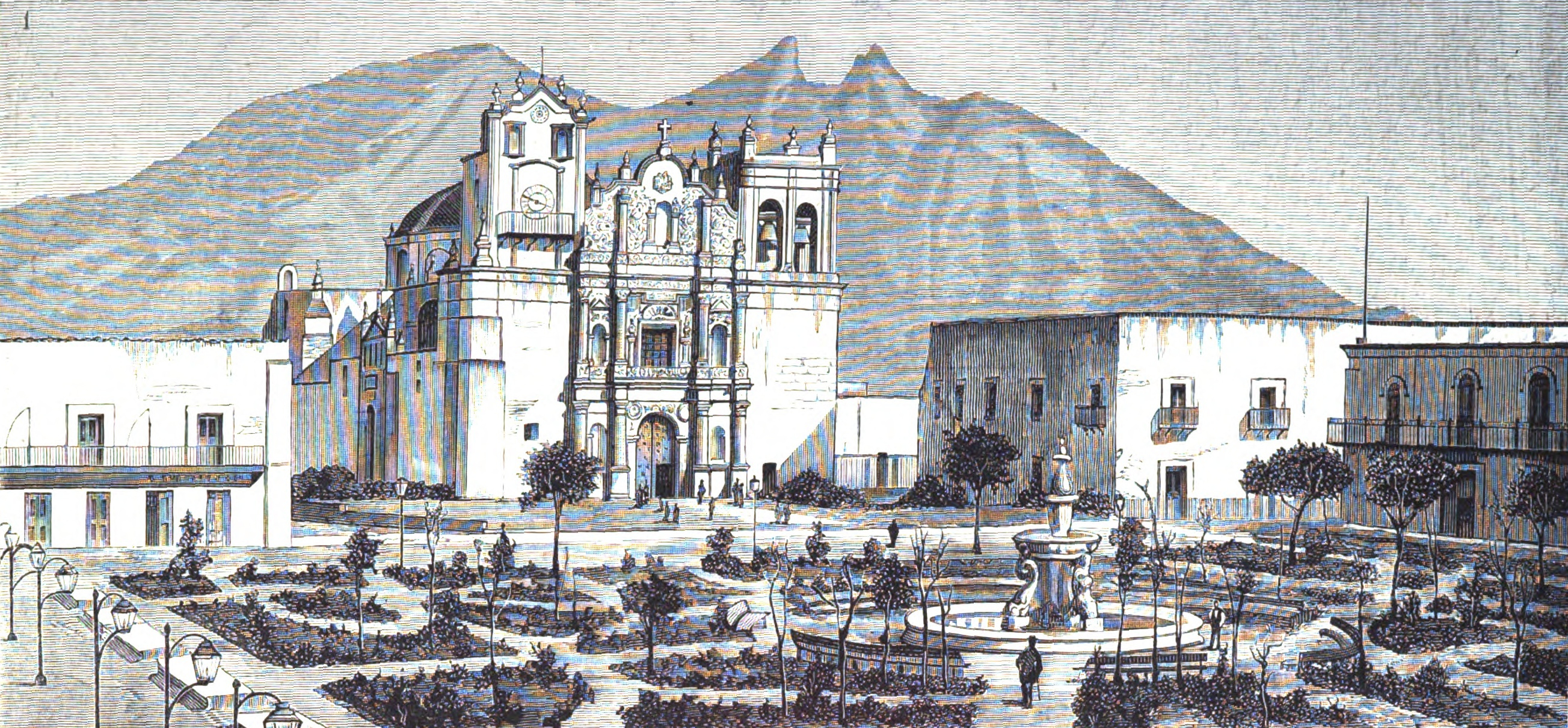
Ansicht der Kathedrale (um 1880)

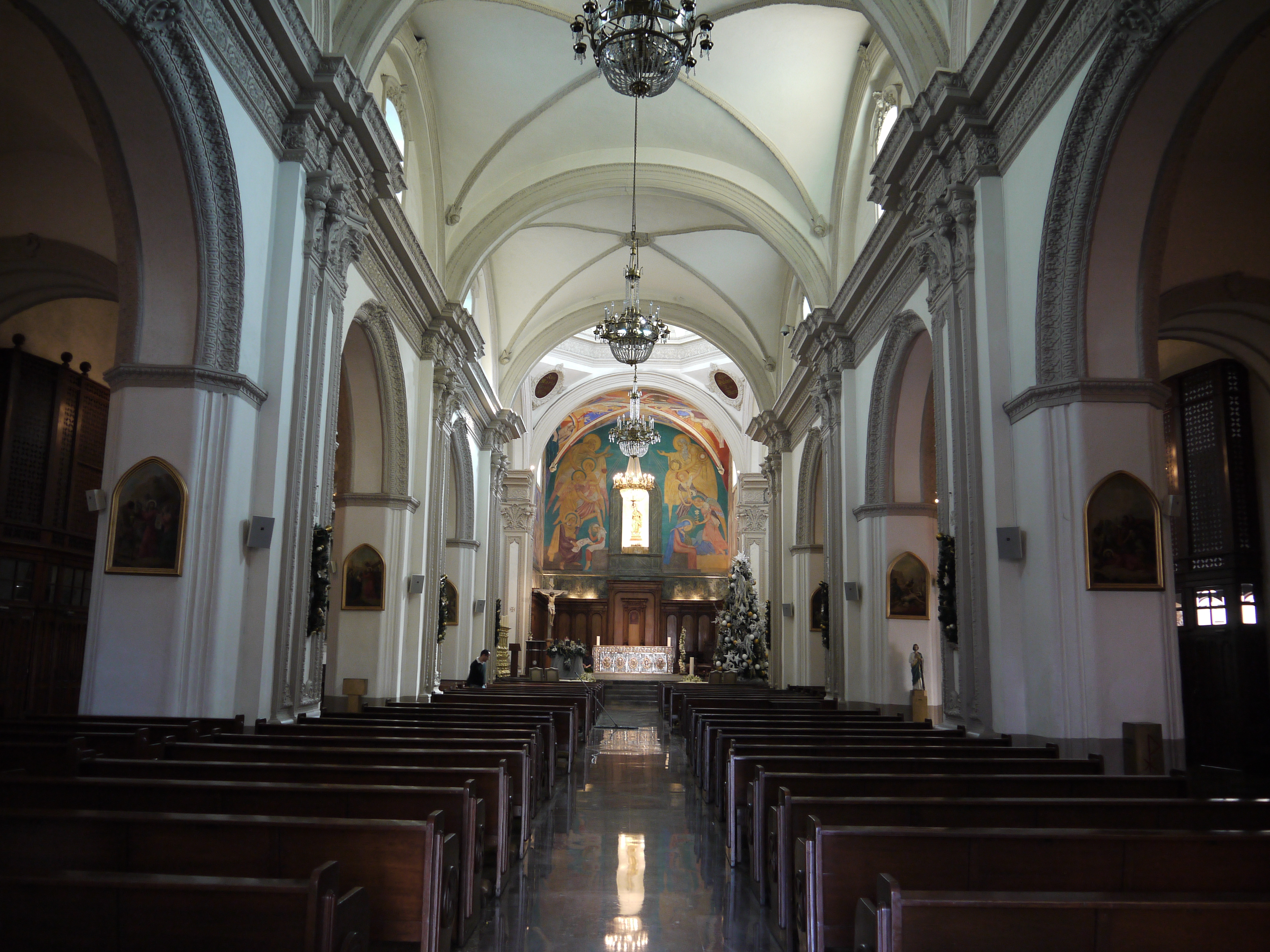
Langhaus, Vierung und Chor

Die Kathedrale von Monterrey (spanisch Catedral Metropolitana de la Inmaculada Concepción) ist die Bischofskirche des Erzbistums Monterrey in der mexikanischen Stadt Monterrey. Sie ist der Unbefleckten Empfängnis der Gottesmutter Maria geweiht.

## Lage
Die Millionenstadt Monterrey liegt im Norden des Bundesstaats Nuevo León in ca. 540 m Höhe und ist ca. 120 km vom Grenzort Laredo in Texas (USA) entfernt.

## Geschichte
Der an der Stelle eines Vorgängerbaus errichtete Kirchenbau wurde im Jahr 1770 begonnen und war im Wesentlichen im Jahr 1791 vollendet. Zwischenzeitlich beschloss Papst Pius VI. die Gründung des Bistums Linares o Nueva León (15. Dezember 1777), welches im Jahr 1891 zum Erzbistum erhoben wurde. Dieses wurde im Jahr 1922 in „Erzbistum Monterrey“ umbenannt.

## Architektur
Die Fassade trägt sowohl barocke als auch klassizistische Züge. Der im oberen Teil ursprünglich nur eingeschossige Glockenturm wurde im ausgehenden 19. Jahrhundert um zwei Geschosse erhöht; er endet in einem achteckigen durchfensterten Tambour mit Kuppel und schließt mit einer Laterne. Das Innere der Kirche ist einschiffig mit Seitenkapellen; die Vierung ist überkuppelt.